# Parmelia nortestacea
Parmelia nortestacea är en lavart som beskrevs av Elix. Parmelia nortestacea ingår i släktet Parmelia och familjen Parmeliaceae.   Inga underarter finns listade i Catalogue of Life.